# Euphranta cerberae
Euphranta cerberae är en tvåvingeart som beskrevs av Albany Hancock och Drew 1995. Euphranta cerberae ingår i släktet Euphranta och familjen borrflugor. Inga underarter finns listade i Catalogue of Life.